# Анархизм в Исландии

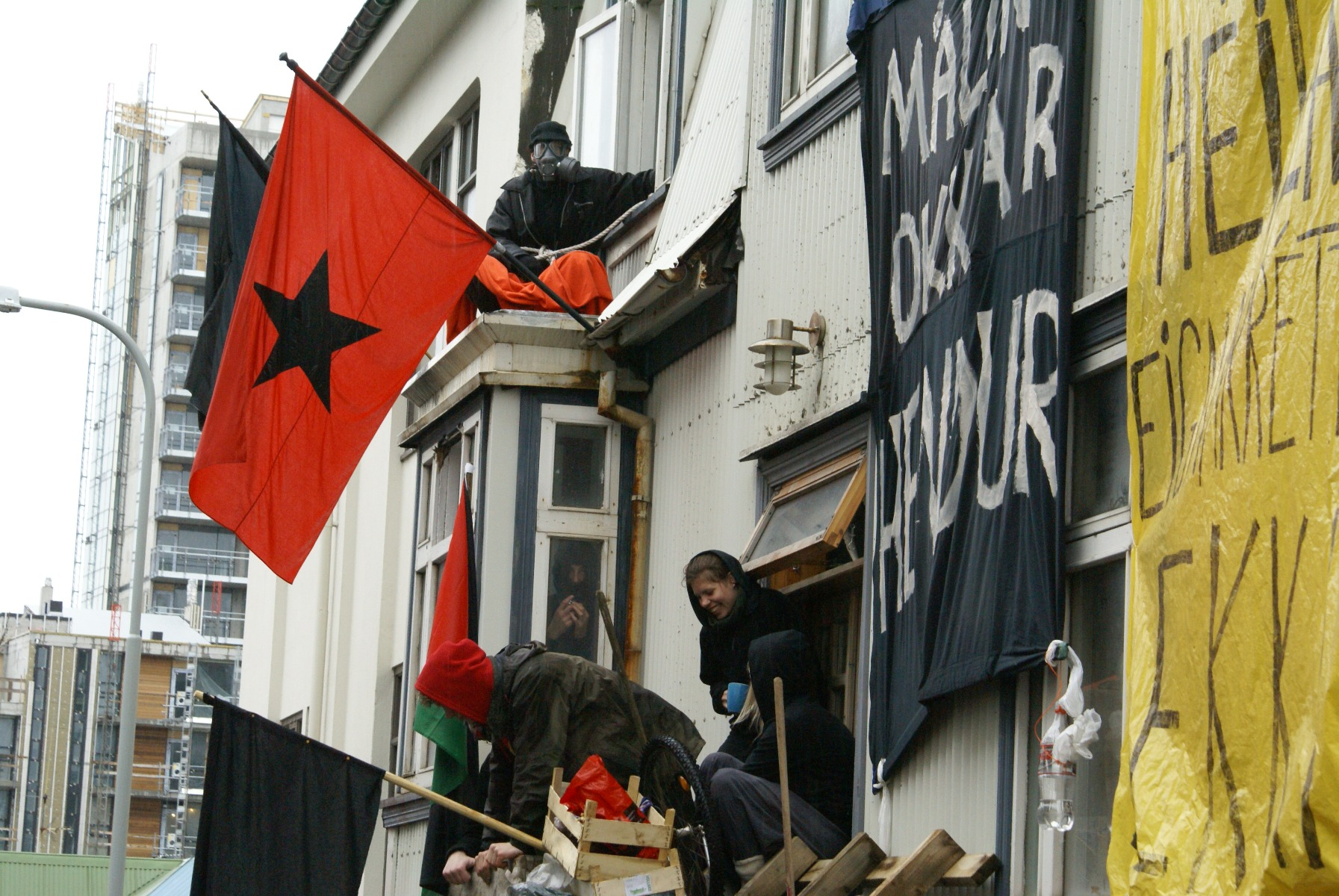
Анархисты организуют сквоты в Рейкьявике

Анархизм — небольшое политическое движение меньшинства в Исландии, определяемое его связью с другими прогрессивными общественными движениями и участием в основном в идеологической работе. Организованное анархистское движение в современной Исландии развилось с кампанией Saving Iceland — прямыми действиями против корпоративного давления на местную экологию. Ряд современных исландских политических деятелей, прежде всего из Пиратской партии (в том числе Биргитта Йоунсдоуттир и Смаури Маккарти), также самоидентифицируются как анархисты, а бывший мэр Рейкьявика, комик Йон Гнарр определял свою Лучшую партию как «анархо-сюрреалистическую».

## Философия

### Интерес среди авторов-анархистов
Анархистские историки и философы с интересом наблюдали за Исландским содружеством начиная с XIX века. Русский анархист Пётр Кропоткин в своей книге «Взаимопомощь» впервые отметил, что в норвежском обществе, из которого происходили поселенцы в Исландии, существовали различные институты «взаимопомощи», включая общинное землевладение (основанное на том, что он называл «деревенской общиной») и форму общественного самоуправления, «Тинг» — как местный, так и общеисландский — которую можно считать «примитивной» формой анархистского общинного собрания. Анархистский географ Элизе Реклю также отметил, что в Исландии «им полностью удалось сохранить свое достоинство свободного человека, без королей, феодальных принципов, иерархии или какого-либо военного учреждения». Они управляли собой посредством процесса, в котором «общие интересы обсуждались под открытым небом всеми жителями, которые были одеты в доспехи, символ абсолютного права на личную самооборону, принадлежащего каждому человеку».